# 55 Рака
55 Ра́ка (лат. 55 Cancri, 55 Cnc) — двойная звёздная система в созвездии Рака. Находится на расстоянии 40,9 светового года от Солнца. Также обозначается как ρ1 Рака, HD 75732, HIP 43587, HR 3522. В систему входит солнцеподобная звезда 55 Рака A (жёлтый карлик), имеющая собственное название Коперник, и красный карлик 55 Рака B.
Звезда 55 Рака A имеет пять подтверждённых экзопланет. Планета d имеет наибольший период из всех экзопланет, открытых методом Доплера, превышающий даже период обращения Юпитера. Планета c обращается в резонансе 1:3 с горячим юпитером b. Планета e — единственная планета в системе 55 Рака, у которой были обнаружены транзиты. Она относится к типу суперземель.

## Характеристики
Звезда 55 Рака A относится к спектральному классу G8V, видна невооружённым глазом (звёздная величина +5,95). Светимость — 0,6 светимости Солнца. 11 и 12 мая 2011 года с помощью телескопа CHARA были проведены прямые измерения углового диаметра звезды. Угловой диаметр жёлтого карлика оказался равен 0,711 ±0,004 угловой миллисекунды, что на расстоянии 12,3 пк соответствует радиусу 0,943 ±0,01 радиуса Солнца.
Главная звезда образует широкую пару, с находящимся на расстоянии 1065 а.е. красным карликом 55 Рака B. Звёзды, по-видимому, гравитационно связаны, так как они имеют одинаковое собственное движение. Есть сведения, что компонент В может быть двойной звездой, хотя это пока достоверно не определено.

## Планетная система 55 Рака A

### Хэрриот
Открыта в 2007 году группой учёных из государственного университета Сан-Франциско. Эта планета стала пятой обнаруженной планетой у звезды 55 Рака A. Планета имеет массу примерно в 45 масс Земли и является по свойствам предположительно близкой к Сатурну, большая полуось орбиты равна 110 миллионам километров (0,73 а.е.). На планете должно быть несколько теплее, чем на Земле, но ненамного, так как звезда более холодная и тусклая, чем Солнце. Предположительный тип планеты — водный гигант или серный гигант. Предполагается, что на экзолунах может быть вода в жидком состоянии, а следовательно жизнь.

### Янссен
Представляет собой горячую суперземлю или лавовую планету которая в своём составе имеет большую долю углерода.
Открыта у звезды 55 Рака A в 2004 году методом доплеровской спектроскопии. Период обращения составляет 17 часов и 41 минута, большая полуось орбиты 0,0157 а.е. Минимальная масса 8,37 массы Земли, радиус — 2,17 земного радиуса. 

### Галилей
Открыта у звезды 55 Рака A в 1996 году Дж. Марси и П. Батлером методом доплеровской спектроскопии. Период обращения 14,67 суток, большая полуось орбиты 0,115 а.е., орбита круговая (эксцентриситет 0,02). Минимальная масса 0,78 Юпитера.

### Браге
Открыта у звезды 55 Рака A в 2002 году методом доплеровской спектроскопии. Период обращения 43,93 суток, большая полуось орбиты 0,24 а.е., орбита вытянута (эксцентриситет 0,44). Минимальная масса 0,22 Юпитера.

### Липперхей
Открыта у звезды 55 Рака A в 2002 году методом доплеровской спектроскопии. Период обращения 4517 суток (12,4 года), большая полуось орбиты 5,3 а.е., орбита вытянута (эксцентриситет 0,327). Минимальная масса 3,92 Юпитера. Астрометрические наблюдения, проведённые космическим телескопом Хаббла, позволили вычислить наклон орбиты — 53°±6,8° и реальную массу планеты — 5,07 Юпитера. Ось орбиты, согласно результатам математического моделирования, прецессирует, что вызывает смену полюсов планеты каждый миллион лет.

## Возможные 6-я и 7-я планеты
В 2008 году группа мексиканских учёных, используя эмпирическое правило Тициуса — Боде, заявила о возможном существовании 6-й и 7-й планет в системе 55 Рака, однако другие учёные выражают сомнения в корректности методологии, использованной авторами этой гипотезы.

## Радиопослание внеземным цивилизациям
6 июля 2003 года к звезде при помощи радиотелескопа РТ-70 в Евпатории было отправлено радиопослание жителей Земли внеземным цивилизациям «Cosmic Call», которое прибудет в мае 2044 года.